# Arbeitsgemeinschaft katholischer Studenten- und Hochschulgemeinden
Die Arbeitsgemeinschaft katholischer Studenten- und Hochschulgemeinden (AGG) war von 1973 bis 2000 das subsidiäre Organ der Zusammenarbeit der katholischen Studenten- und Hochschulgemeinden in der Bundesrepublik Deutschland. Sie wurde 1973 in  Nachfolge der Katholischen Deutschen Studenten-Einigung (KDSE), des Zusammenschlusses der gesamten katholischen Studentenschaft, gegründet. Ihre Nachfolgeorganisation ist die Arbeitsgemeinschaft Katholischer Hochschulgemeinden (AKH), die seit 2000 als Dachverband der Studentengemeinden die Studierenden auch im Forum Hochschule und Kirche (FHoK) vertritt. Die AGG hatte ebenso wie die KDSE und das FHoK ihre Geschäftsstelle in Bonn.

## Geschichte
Die Geschichte der Arbeitsgemeinschaft katholischer Studenten- und Hochschulgemeinden (AGG) war von Anfang an eng verknüpft mit der Auflösung der Katholischen Deutschen Studenten-Einigung (KDSE), nachdem dieser wegen inhaltlicher Differenzen von den katholischen Bischöfen der pastorale Auftrag und die finanzielle Unterstützung entzogen worden waren. Da sich die Studierenden in der KDSE im Zuge der 68er-Bewegung zunehmend gesellschaftskritisch politisiert hatten und sich aufgrund des Zweiten Vatikanischen Konzils auch gegenüber den kirchlichen Autoritäten als mündige Christen verstanden, blieb die kritische Haltung aufseiten der Studierenden mehrheitlich auch über die Gründungsphase der AGG hinaus bestehen.
Dieser so kritisch-selbstbewusst gewordenen Studentenschaft sollte in der neu zu gründenden überregionalen Interessenvertretung insofern das allgemeinpolitische Mandat entzogen werden, als nicht mehr nur Studierende, sondern alle Hochschulangehörigen einbezogen wurden. Hatte die KDSE – nachdem sie sich 1969 von den überwiegend konservativ eingestellten katholischen Studentenverbindungen getrennt hatte – ihren Auftrag nach Meinung der Bischöfe zu sehr in Richtung soziales Engagement und Gesellschaftskritik ausgeweitet, sollte die AGG  in Zukunft vor allem dem Erfahrungsaustausch und der Koordination der Aktivitäten zwischen den einzelnen Gemeinden dienen. Außerdem hatte sie laut Satzung die Anliegen ihrer Mitglieder gegenüber staatlichen und kirchlichen Stellen zu vertreten und die Vermittlung deren Fördermittel zu gewährleisten. Allerdings sollte die AGG ihren Mitgliedern auch Informationen über hochschulpolitische, gesellschaftliche und kirchliche Fragen zugänglich machen und dies über die Einrichtung von Projektbereichen in ihrer Bildungsarbeit sicherstellen. Meinungsverschiedenheiten über die inhaltliche Schwerpunktsetzung bei der Realisierung dieses Bildungsauftrags führten schließlich im Jahr 2000 zur Auflösung der AGG.

## Schwerpunkte und Konflikte
Die Seminar- und Bildungsplanung der AGG wurde in demokratischen Strukturen, nämlich von den Hauptamtlichen der Geschäftsstelle und der Sprechergruppe vorbereitet und auf der zweimal im Jahr stattfindenden Delegiertenversammlungen ausgehandelt und beschlossen. Dieses Programm umfasste Veranstaltungen und Veröffentlichungen in folgenden Projektbereichen: Theologische Bildung, Gemeindeaktivierung – Mitarbeiterschulung, Hochschul- und studentische Sozialpolitik, Dritte Welt und ausländische Studenten, Politische Bildung im sozialen und sozialpolitischen Bereich, Ausländische Arbeiter, Friedenserziehung und Friedensarbeit, Partnerschaftsarbeit (mit Studentengemeinden in der DDR).
Nach einem Bericht von Klaus Möller, dem ersten Vorsitzenden der AGG, nahmen Ende der 70er Jahre bis zu 300 Personen an den Delegiertenversammlungen teil und wurden jährlich bis zu 100 Veranstaltungen über die AGG durchgeführt, koordiniert und finanziert.
Unter welchen Anspruch die AGG ihre Arbeit die ganze Zeit über gestellt hatte, formulierten die Delegierten der Gemeinden z. B. auf einer Mitgliederversammlung 1990 wie folgt: „Wir versuchen uns an Menschen und Bewegungen zu orientieren, die befreiende kirchliche Aufbrüche verwirklicht haben. Ermutigende Ansätze erkennen wir heute: 
im konziliaren Prozeß für Gerechtigkeit, Frieden, Bewahrung der Schöpfung; 
in der Theologie der Befreiung und ihren pastoralen Projekten; 
in der feministischen Theologie; 
in christlichen Lebens- und Arbeitsgemeinschaften; 
in der Ökumene; 
in der Zusammenarbeit mit Menschen, die ihr befreiendes politisches Handeln aus anderen als christlichen Begründungszusammenhängen ableiten.“
Bei dem Konflikt zwischen AGG und Deutscher Bischofskonferenz, der im Jahr 2000 zur Auflösung der AGG führte, ging es nach Meinung von Hubert Edin, dem letzten Vorsitzenden der AGG, nur vordergründig um die von den Bischöfen genannten einzusparenden Gelder, eine zu steigernde Effizienz der Arbeit und eine Steigerung der geistig-geistlichen Präsenz der Kirche an der Hochschule. In Wirklichkeit sei es um die Bildungsarbeit gegangen, „die von den Erfahrungen der Studierenden ausgeht und diese in Planung und Durchführung beteiligt“; und es sei um die demokratischen Strukturen (in Gemeinden und überregional) gegangen, „in denen alle Beteiligten Regeln und Inhalte gemeinsam aushandeln“.